# 威廉·J·米切尔
威廉·J·米切尔（英語：William John Mitchell，1944年12月15日—2010年6月11日）是一位澳大利亚作家、教育家、建筑师和城市设计师，原麻省理工学院媒体实验室教授，主要作品有《伊托邦：数字时代的城市生活》（e-topia: Urban Life, Jim—But Not As We Know It）、《比特之城》（City of Bits: Space, Place, and the Infobahn）、《我++：电子自我和互联城市》（Me++: The Cyborg Self and the Networked City）等。